# اوتلوک (ساسکاچوان)
اوتلوک، ساسکاچوان (به انگلیسی: Outlook, Saskatchewan) یک منطقهٔ مسکونی در کانادا است که در ساسکاچوان واقع شده‌است. اوتلوک ۲٬۲۷۹ نفر جمعیت دارد.